# 土屋侑美
土屋 侑美（つちや ゆみ、本名：土屋 侑美子）は、日本の絵本作家。福井県出身。平仮名表記の「つちやゆみ」名義で活動している。
夫は日本画家の土屋礼一。息子はミュージシャンであり、RAG FAIRおよびズボンドズボンの土屋礼央。
代表作には『ぬりぽん』『きつねのおんせん』『まほうつかいサンカクスキー』がある。なお、『きつねのおんせん』の主人公は娘がモデルとなっている。